# Superpuchar Hiszpanii w piłce siatkowej mężczyzn (1990)
Superpuchar Hiszpanii w piłce siatkowej mężczyzn 1990 – pierwsza edycja rozgrywek o Superpuchar Hiszpanii rozegrana 23 grudnia 1990 roku w Centro Insular de Deportes w Las Palmas de Gran Canaria. W meczu o Superpuchar udział wzięły dwa kluby: mistrz Hiszpanii w sezonie 1989/1990 - Constructora Atlántica Canaria oraz zdobywca Pucharu Hiszpanii 1990 - Palma Orisba.
Pierwszym zdobywcą Superpucharu Hiszpanii został klub Palma Orisba.

## Drużyny uczestniczące
| Drużyna                        | Osiągnięcia w sezonie 1989/1990 |
| ------------------------------ | ------------------------------- |
| Constructora Atlántica Canaria | mistrzostwo Hiszpanii           |
| Palma Orisba                   | zwycięstwo w Pucharze Hiszpanii |

## Mecz
Niedziela, 23 grudnia 1990 – ? • Centro Insular de Deportes, Las Palmas de Gran Canaria
Czas trwania meczu: 78 minut
Sędziowie: León i García
| Constructora Atlántica Canaria | 0:3                         | Palma Orisba |
|                                | (10:15, 8:15, 13:15) raport |              |

| Poz.                    | Nr | Zawodnik                | 1 | 2 | 3 | 4 | 5 | Pkt |
| ----------------------- | -- | ----------------------- | - | - | - | - | - | --- |
| R                       |    | Ireneusz Kłos           |   |   |   |   |   |     |
| P/A                     |    | Francisco Sánchez Jover |   |   |   |   |   |     |
| P/A                     |    | Sergio Miguel           |   |   |   |   |   |     |
| P/A                     |    | Włodzimierz Nalazek     |   |   |   |   |   |     |
| P/A                     |    | Jorge Ramón López       |   |   |   |   |   |     |
| P/A                     |    | Venancio Costa          |   |   |   |   |   |     |
| Zmiany                  |    |                         |   |   |   |   |   |     |
| U                       |    | Juan Martín López       |   |   |   |   |   |     |
| Trener                  |    |                         |   |   |   |   |   |     |
| Mario Enrique Edelstein |    |                         |   |   |   |   |   |     |

| Poz.          | Nr | Zawodnik            | 1 | 2 | 3 | 4 | 5 | Pkt |
| ------------- | -- | ------------------- | - | - | - | - | - | --- |
| P/A           |    | Pascual Saurín      |   |   |   |   |   |     |
| P/A           |    | Rafael Pascual      |   |   |   |   |   |     |
| R             |    | Brad Willock        |   |   |   |   |   |     |
| P/A           |    | Władimir Szkurichin |   |   |   |   |   |     |
| P/A           |    | Pompiliu Dascălu    |   |   |   |   |   |     |
| P/A           |    | Benjamín Vicedo     |   |   |   |   |   |     |
| Trener        |    |                     |   |   |   |   |   |     |
| Corneliu Oros |    |                     |   |   |   |   |   |     |